# Виджу
Виджу (итал. Viggiù) — город (коммуна) на севере Италии. Расположен в провинции Варесе области Ломбардия.
Население составляет 5 300 человек (2017 г.), плотность населения составляет 572 чел./км². Площадь коммуны составляет — 9,27 км². Почтовый индекс — 21059. Телефонный код — 0332.
Покровителем коммуны почитается святой первомученик Стефан, празднование 3 августа.

## Демография
Динамика населения:

## Известные уроженцы
- Фламинио Понцио (1560-1613) — итальянский архитектор.
- Фаусто Папетти (1923-1999) — итальянский музыкант.

## Администрация коммуны
- Официальный сайт: http://www.comune.viggiu.va.it Архивная копия от 30 сентября 2013 на Wayback Machine